# Esther Gehlin

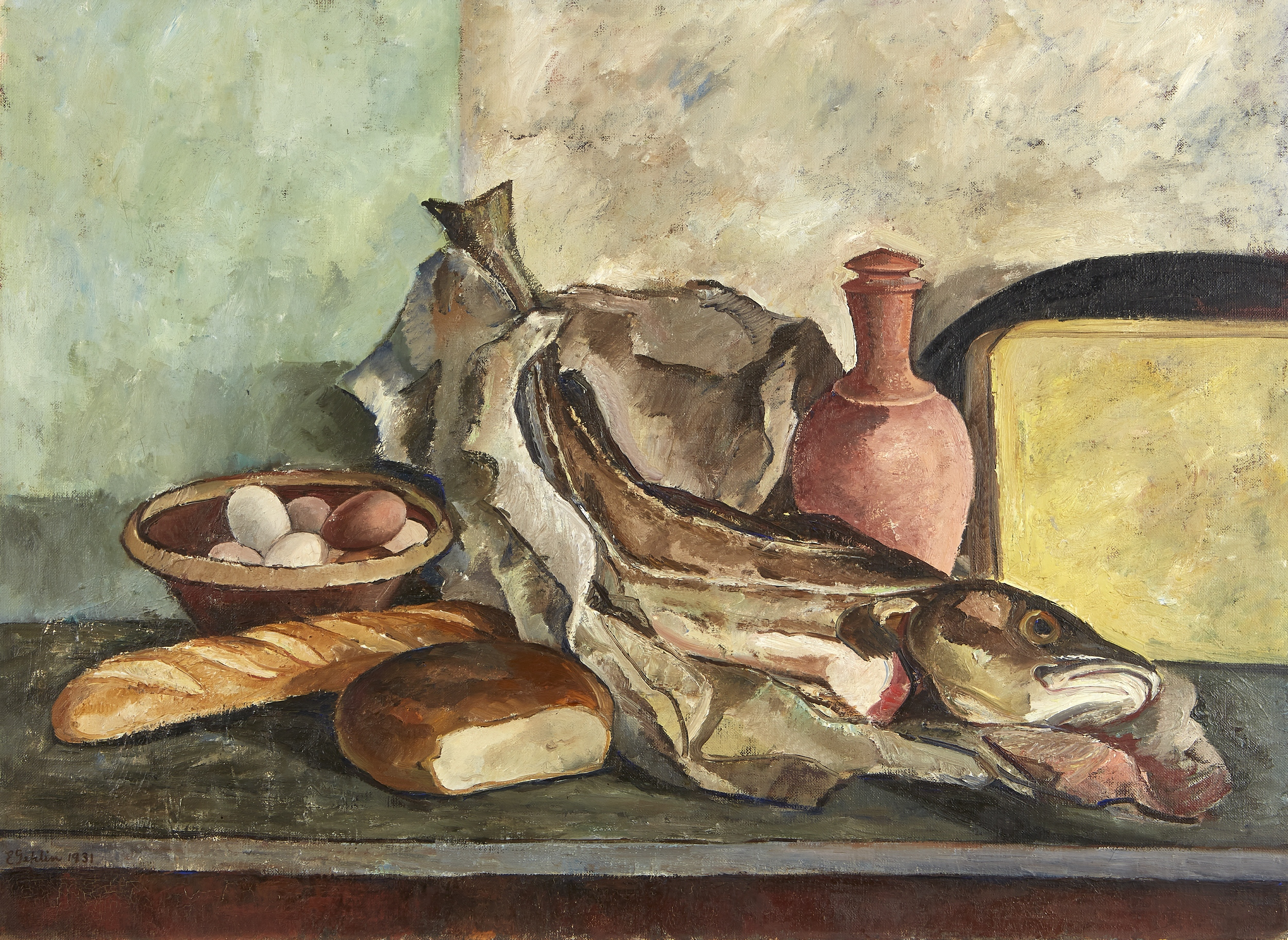
Stilleben med torsk och bröd (1931).

Konstnären Esther Gehlin ska inte förväxlas med konstnären Esther Salmson Gehlin, född 1877 i Malmö, död 1966 i Stockholm.
Esther Gehlin, född Henriques 24 mars 1892 i Köpenhamn, död 23 oktober 1949 i Helsingborg, var en dansk-svensk konstnär.
Esther Gehlin var dotter till direktören Michael Emil Martin Henriques av släkten Henriques och Tulie Christiane Poulsen. Hon var gift med konstnären Hugo Gehlin samt mor till konstnären Nils Gehlin, författaren Jan Gehlin och konstnären Eva Gehlin Berg.

## Utbildning
Esther Gehlin studerade konst för Holger Grønvold vid Teknisk Skole i Köpenhamn 1908–1910 samt för Fredrik Lange. Hon utbildades vid Det Kongelige Danske Kunstakademi i Köpenhamn. Mellan 1911 och 1915 studerade hon på den danska Konstakademien med Peter Rostrup Bøyesen, Sigurd Wandel och Valdemar Irminger som lärare. Hon gjorde studieresor i Italien, Frankrike och Holland.

## Flyttade till Helsingborg
Esther Gehlin gifte sig den 1 juni 1917 i Espergærde i Danmark med konstnären Hugo Gehlin och flyttade med honom till Sverige 1922. Hon var verksam i Helsingborg från 1922 till sin död 1949. Makarna Gehlin är begravda på Raus kyrkogård utanför Helsingborg.

## Textilkonst
Esther Gehlins specialitet var textilkonst. Hon gjorde figurkompositioner i textil applikation. Som textilkonstnär var hon särskilt aktiv under 1940-talet, ofta med textila applikationer med bibliska motiv.

## Måleri
Esther Gehlins måleri kännetecknas av blonda landskap och dekorativa stilleben i anknytning till realistisk dansk tradition. Hon målade kraftigt hållna kustlandskap och mariner, ofta med motiv från Kullaberg, soliga stadsbilder med vårstämning samt stilleben.
I Helsingborg fick konstnärsparet Gehlin stor betydelse för utvecklingen av stadens moderna konstliv och deras villa vid Sankt Clemens gata var under många år något av en mötesplats för bildkonstnärer, publicister och övriga kulturprofiler i staden.

## Utställningar
Esther Gehlin debuterade redan under sin tid på konstakademien och medverkade i Kunstnernes Efteraarsudstilling i Köpenhamn 1915 och 1916. Gehlin ställde ut tillsammans med sin make Hugo Gehlin på Gummesons konsthall i Stockholm, Malmö museum, Konstnärshuset i Stockholm och Göteborgs konsthall. Tillsammans med Britta Nehrman ställde hon ut på Malmö museum och hon medverkade i samlingsutställningar med Skånes konstförening, Helsingborgs konstförening och i Nordiska konstnärinnor på Liljevalchs konsthall i Stockholm. En större minnesutställning med hennes konst visades på Vikingsberg i Helsingborg och på Malmö museum 1952. Hon var även representerad vid utställningen Skåne-konstnärer på Liljevalchs konsthall 1951.

## Representerad
Arbeten av Esther Gehlin finns på Nationalmuseum i Stockholm, Malmö konstmuseum, Helsingborgs museum samt vid Gustav Adolfs församlingshem i Helsingborg.